# Benjamin Roduit

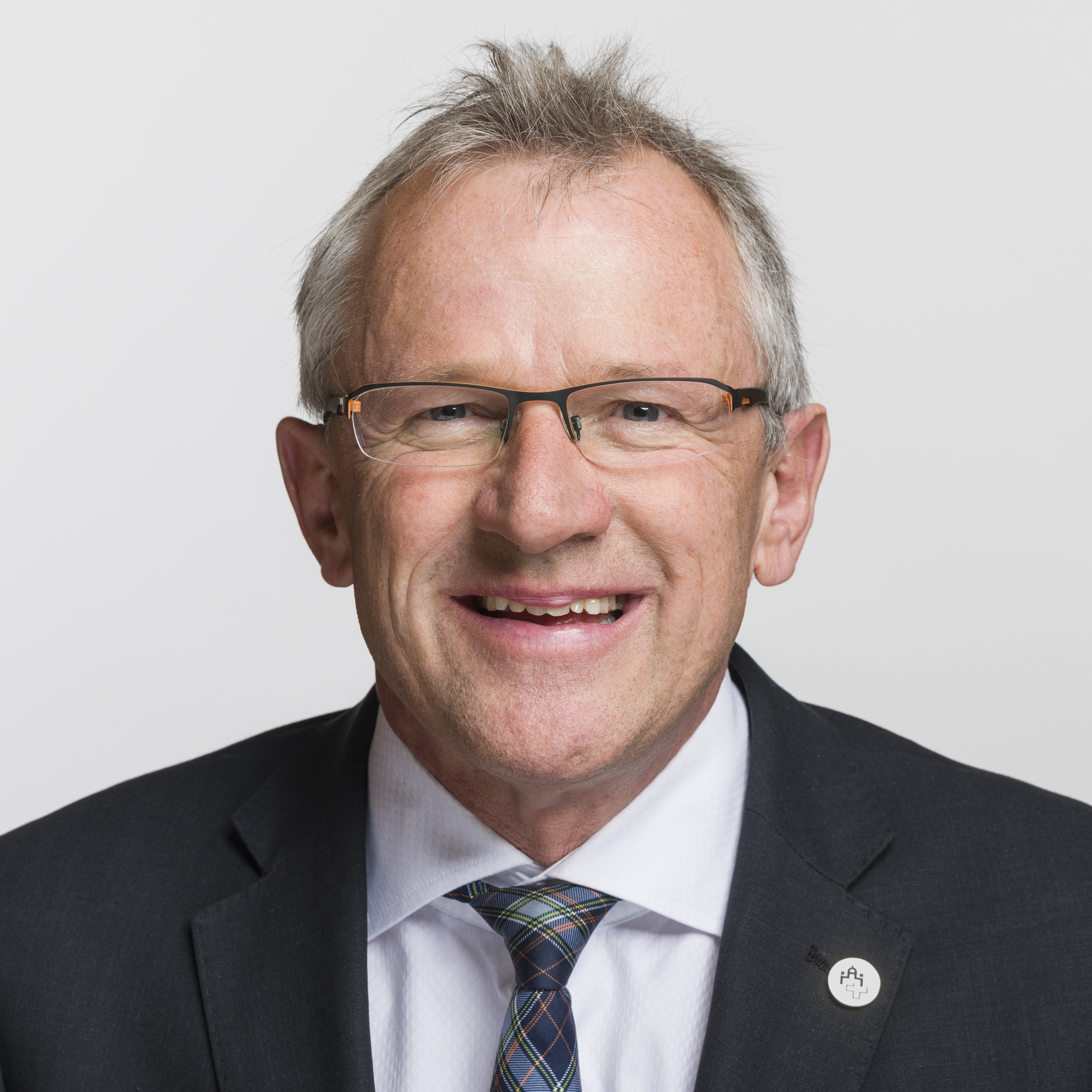
Benjamin Roduit (2019)

Benjamin Roduit (* 22. November 1962 in Saillon (VS)) ist ein Schweizer Politiker (Die Mitte, vormals CVP).

## Politik
Am 26. Februar 2018 rückte Roduit für den zurückgetretenen Yannick Buttet in den Nationalrat nach.
Seine politischen Schwerpunkte legt er eigenen Angaben zufolge in der Gesundheits-, Klima-, Wirtschafts- und Familienpolitik. Im Rahmen seiner parlamentarischen Tätigkeit ist er Mitglied der Kommission für soziale Sicherheit und Gesundheit des Nationalrates. 